# Liga dos Campeões da CONCACAF de 2020
A Liga dos Campeões da CONCACAF de 2020 foi a 12ª edição da Liga dos Campeões da CONCACAF em seu formato atual e a 55ª edição incluindo os torneios anteriores. O campeão irá se classificar para a Copa do Mundo de Clubes da FIFA de 2020.
Iniciando nesta edição, somente 10 das 16 equipes se classificaram diretamente para o campeonato. As 6 vagas restantes foram alocadas via  Liga da CONCACAF onde anteriormente somente o campeão se classificava.
Em 12 de março de 2020 a CONCACAF anunciou a suspensão imediata da competição devido a pandemia de COVID-19. Em 7 de agosto de 2020, a CONCACAF forneceu uma atualização sobre as 11 partidas restantes do torneio, incluindo diferentes opções, como centralizar as partidas restantes em uma cidade.
Em outubro de 2020, foi reportado que a CONCACAF retomaria o torneio em um local neutro no México ou nos estados americanos da Califórnia, Flórida ou Texas durante a terceira ou quarta semana de dezembro. Em 2 de novembro a CONCACAF anunciou que os jogos restantes das quartas de final, semifinais e a final seriam em um local centralizado nos Estados Unidos de 15 a 22 de dezembro de 2020.
Em 10 de novembro a CONCACAF anunciou que os jogos restantes da competição iriam ocorrer no Exploria Stadium, em Orlando na Flórida.

## Qualificação
Um total de 16 equipes participam desta edição do torneio:
- Dez que se classificam diretamente a competição:
  - União Norte-Americana de Futebol: 9 equipes (de três associações)
  - União Caribenha de Futebol: 1 equipe (de uma associação)
- Seis equipes se classificam pela Liga da CONCACAF (entre duas e seis associações)

## Equipes classificadas
| México 4 vagas                                        | América             | Campeão – Torneio Apertura de 2018                                  | 5ª  | 2018    |
| México 4 vagas                                        | Tigres UANL         | Campeão – Torneio Clausura de 2019                                  | 6ª  | 2019    |
| México 4 vagas                                        | Cruz Azul           | Vice-campeão – Torneio Apertura de 2018                             | 6ª  | 2014–15 |
| México 4 vagas                                        | León                | Vice-campeão – Torneio Clausura de 2019                             | 2ª  | 2014–15 |
| Estados Unidos 4 vagas                                | Seattle Sounders FC | Campeão – MLS Cup de 2019                                           | 6ª  | 2018    |
| Estados Unidos 4 vagas                                | Los Angeles FC      | Campeão – MLS Supporters' Shield de 2019                            | 1ª  |         |
| Estados Unidos 4 vagas                                | New York City FC    | Campeão – Conferência Leste da MLS de 2019                          | 5ª  | 2013–14 |
| Estados Unidos 4 vagas                                | Atlanta United      | Campeão – Lamar Hunt U.S. Open Cup de 2019                          | 2ª  | 2019    |
| Canadá 1 vaga                                         | Montreal Impact     | Campeão – Campeonato Canadense de Futebol de 2019                   | 4ª  | 2014–15 |
| Jamaica 1 vaga pela CFU                               | Portmore United     | Campeão – Campeonato de Clubes do Caribe de 2019                    | 1ª  |         |
| Equipes classificadas da Liga da CONCACAF (6 equipes) |                     |                                                                     |     |         |
| Costa Rica                                            | Saprissa            | Campeão – Liga da CONCACAF de 2019 (1º na classificação geral)      | 9ª  | 2019    |
| Costa Rica                                            | San Carlos          | 5º na classificação geral da Liga da CONCACAF de 2019               | 1ª  |         |
| El Salvador                                           | Alianza             | 4º na classificação geral da Liga da CONCACAF de 2019               | 4ª  | 2019    |
| Guatemala                                             | Comunicaciones      | 6º na classificação geral da Liga da CONCACAF de 2019               | 6ª  | 2015–16 |
| Honduras                                              | Motagua             | Vice-campeão – Liga da CONCACAF de 2019 (2º na classificação geral) | 5ª  | 2018    |
| Honduras                                              | Olimpia             | 3º na classificação geral da Liga da CONCACAF de 2019               | 11ª | 2018    |

## Sorteio
O sorteio foi realizado em 9 de dezembro de 2019 na Cidade do México, México. A divisão das equipes nos potes foi baseada no ranking de clubes da CONCACAF.
| Pote 1 | Pote 2                                                                                          |
| --- | ----------------------------------------------------------------------------------------------- |
| - Cruz Azul - Tigres UANL - América - Montreal Impact - New York City FC - Atlanta United FC - Los Angeles FC - Seattle Sounders FC | - San Carlos - León - Motagua - Saprissa - Olimpia - Alianza - Comunicaciones - Portmore United |

## Calendário
O calendário para a competição é o seguinte:
|                  | Partidas de ida    | Partidas de volta                                |
| ---------------- | ------------------ | ------------------------------------------------ |
| Oitavas de final | 18–20 de fevereiro | 25–27 de fevereiro                               |
| Quartas de final | 10–12 de março     | 15–16 de dezembro (originalmente 17–19 de março) |
| Semifinais       | 19 de dezembro     | 19 de dezembro                                   |
| Final            | 22 de dezembro     | 22 de dezembro                                   |

- Os horários em 10 e 11 de março de 2020 (partidas de ida das quartas de final originalmente programadas) seguem o fuso horário UTC−04:00.
- Depois disso (quartas de final em diante) seguem o fuso horário UTC−05:00.

## Chaveamento
|  | Oitavas de final     | Oitavas de final | Oitavas de final | Oitavas de final |   |                  | Quartas de final | Quartas de final | Quartas de final | Quartas de final |  |                | Semifinais | Semifinais | Semifinais | Semifinais |             |   | Final | Final | Final | Final |
|  |                      |                  |                  |                  |   |                  |                  |                  |                  |                  |  |                |            |            |            |            |             |   |       |       |       |       |
|  | Saprissa             | 2                | 0                | 2                |   |                  |                  |                  |                  |                  |  |                |            |            |            |            |             |   |       |       |       |       |
|  | Montreal Impact (gf) | 2                | 0                | 2                |   |                  |                  |                  |                  |                  |  |                |            |            |            |            |             |   |       |       |       |       |
|  | Montreal Impact (gf) | 2                | 0                | 2                |   | Montreal Impact  | 1                | 1                | 2                |                  |  |                |            |            |            |            |             |   |       |       |       |       |
|  |                      |                  |                  |                  |   | Montreal Impact  | 1                | 1                | 2                |                  |  |                |            |            |            |            |             |   |       |       |       |       |
|  |                      | Olimpia (gf)     | 2                | 0                | 2 |                  |                  |                  |                  |                  |  |                |            |            |            |            |             |   |       |       |       |       |
|  | Olimpia (pen)        | Olimpia (gf)     | 2                | 0                | 2 | 2                | 2                | 4 (4)            |                  |                  |  |                |            |            |            |            |             |   |       |       |       |       |
|  | Olimpia (pen)        |                  |                  |                  |   | 2                | 2                | 4 (4)            |                  |                  |  |                |            |            |            |            |             |   |       |       |       |       |
|  | Seattle Sounders FC  | 2                | 2                | 4 (2)            |   |                  |                  |                  |                  |                  |  |                |            |            |            |            |             |   |       |       |       |       |
|  | Seattle Sounders FC  | 2                | 2                | 4 (2)            |   |                  |                  |                  |                  |                  |  | Olimpia        | 0          | –          | 0          |            |             |   |       |       |       |       |
|  |                      |                  |                  |                  |   |                  |                  |                  |                  |                  |  | Olimpia        | 0          | –          | 0          |            |             |   |       |       |       |       |
|  |                      | Tigres UANL      | 3                | –                | 3 |                  |                  |                  |                  |                  |  |                |            |            |            |            |             |   |       |       |       |       |
|  | San Carlos           | Tigres UANL      | 3                | –                | 3 | 3                | 0                | 3                |                  |                  |  |                |            |            |            |            |             |   |       |       |       |       |
|  | San Carlos           |                  |                  |                  |   | 3                | 0                | 3                |                  |                  |  |                |            |            |            |            |             |   |       |       |       |       |
|  | New York City FC     | 5                | 1                | 6                |   |                  |                  |                  |                  |                  |  |                |            |            |            |            |             |   |       |       |       |       |
|  | New York City FC     | 5                | 1                | 6                |   | New York City FC | 0                | 0                | 0                |                  |  |                |            |            |            |            |             |   |       |       |       |       |
|  |                      |                  |                  |                  |   | New York City FC | 0                | 0                | 0                |                  |  |                |            |            |            |            |             |   |       |       |       |       |
|  |                      | Tigres UANL      | 1                | 4                | 5 |                  |                  |                  |                  |                  |  |                |            |            |            |            |             |   |       |       |       |       |
|  | Alianza              | Tigres UANL      | 1                | 4                | 5 | 2                | 2                | 4                |                  |                  |  |                |            |            |            |            |             |   |       |       |       |       |
|  | Alianza              |                  |                  |                  |   | 2                | 2                | 4                |                  |                  |  |                |            |            |            |            |             |   |       |       |       |       |
|  | Tigres UANL          | 1                | 4                | 5                |   |                  |                  |                  |                  |                  |  |                |            |            |            |            |             |   |       |       |       |       |
|  | Tigres UANL          | 1                | 4                | 5                |   |                  |                  |                  |                  |                  |  |                |            |            |            |            | Tigres UANL | 2 | –     | 2     |       |       |
|  |                      |                  |                  |                  |   |                  |                  |                  |                  |                  |  |                |            |            |            |            |             | 2 | –     | 2     |       |       |
|  |                      | Los Angeles FC   | 1                | –                | 1 |                  |                  |                  |                  |                  |  |                |            |            |            |            |             |   |       |       |       |       |
|  | León                 | Los Angeles FC   | 1                | –                | 1 | 2                | 0                | 2                |                  |                  |  |                |            |            |            |            |             |   |       |       |       |       |
|  | León                 |                  |                  |                  |   | 2                | 0                | 2                |                  |                  |  |                |            |            |            |            |             |   |       |       |       |       |
|  | Los Angeles FC       | 0                | 3                | 3                |   |                  |                  |                  |                  |                  |  |                |            |            |            |            |             |   |       |       |       |       |
|  | Los Angeles FC       | 0                | 3                | 3                |   | Los Angeles FC   | 2                | –                | 2                |                  |  |                |            |            |            |            |             |   |       |       |       |       |
|  |                      |                  |                  |                  |   | Los Angeles FC   | 2                | –                | 2                |                  |  |                |            |            |            |            |             |   |       |       |       |       |
|  |                      | Cruz Azul        | 1                | –                | 1 |                  |                  |                  |                  |                  |  |                |            |            |            |            |             |   |       |       |       |       |
|  | Portmore United      | Cruz Azul        | 1                | –                | 1 | 1                | 0                | 1                |                  |                  |  |                |            |            |            |            |             |   |       |       |       |       |
|  | Portmore United      |                  |                  |                  |   | 1                | 0                | 1                |                  |                  |  |                |            |            |            |            |             |   |       |       |       |       |
|  | Cruz Azul            | 2                | 4                | 6                |   |                  |                  |                  |                  |                  |  |                |            |            |            |            |             |   |       |       |       |       |
|  | Cruz Azul            | 2                | 4                | 6                |   |                  |                  |                  |                  |                  |  | Los Angeles FC | 3          | –          | 3          |            |             |   |       |       |       |       |
|  |                      |                  |                  |                  |   |                  |                  |                  |                  |                  |  | Los Angeles FC | 3          | –          | 3          |            |             |   |       |       |       |       |
|  |                      | América          | 1                | –                | 1 |                  |                  |                  |                  |                  |  |                |            |            |            |            |             |   |       |       |       |       |
|  | Comunicaciones       | América          | 1                | –                | 1 | 1                | 1                | 2 (3)            |                  |                  |  |                |            |            |            |            |             |   |       |       |       |       |
|  | Comunicaciones       |                  |                  |                  |   | 1                | 1                | 2 (3)            |                  |                  |  |                |            |            |            |            |             |   |       |       |       |       |
|  | América (pen)        | 1                | 1                | 2 (5)            |   |                  |                  |                  |                  |                  |  |                |            |            |            |            |             |   |       |       |       |       |
|  | América (pen)        | 1                | 1                | 2 (5)            |   | América          | 3                | 0                | 3                |                  |  |                |            |            |            |            |             |   |       |       |       |       |
|  |                      |                  |                  |                  |   | América          | 3                | 0                | 3                |                  |  |                |            |            |            |            |             |   |       |       |       |       |
|  |                      | Atlanta United   | 0                | 1                | 1 |                  |                  |                  |                  |                  |  |                |            |            |            |            |             |   |       |       |       |       |
|  | Motagua              | Atlanta United   | 0                | 1                | 1 | 1                | 0                | 1                |                  |                  |  |                |            |            |            |            |             |   |       |       |       |       |
|  | Motagua              |                  |                  |                  |   | 1                | 0                | 1                |                  |                  |  |                |            |            |            |            |             |   |       |       |       |       |
|  | Atlanta United       | 1                | 3                | 4                |   |                  |                  |                  |                  |                  |  |                |            |            |            |            |             |   |       |       |       |       |

## Oitavas de final
As partidas de ida serão disputadas entre os dias 18 e 20 e as partidas de volta entre os dias 25 e 27 de fevereiro.
| Equipe 1        | Total       | Equipe 2            | 1.º jogo | 2.º jogo |
| --------------- | ----------- | ------------------- | -------- | -------- |
| Motagua         | 1–4         | Atlanta United      | 1–1      | 0–3      |
| Comunicaciones  | 2–2 (3–5 p) | América             | 1–1      | 1–1      |
| Portmore United | 1–6         | Cruz Azul           | 1–2      | 0–4      |
| León            | 2–3         | Los Angeles FC      | 2–0      | 0–3      |
| Alianza         | 4–5         | Tigres UANL         | 2–1      | 2–4      |
| San Carlos      | 3–6         | New York City FC    | 3–5      | 0–1      |
| Olimpia         | 4–4 (4–2 p) | Seattle Sounders FC | 2–2      | 2–2      |
| Saprissa        | 2–2 (gf)    | Montreal Impact     | 2–2      | 0–0      |

### Partidas de ida
| 18 de fevereiro | Portmore United | 1 – 2     | Cruz Azul                         | Independence Park, Kingston |
| 20:00           | Smith 74'       | Relatório | Passerini 90+5' · Rodríguez 90+9' | Árbitro: GRN Reon Radix     |

| 18 de fevereiro | Motagua     | 1 – 1     | Atlanta United  | Estadio Olímpico Metropolitano, San Pedro Sula |
| 22:00           | Moreira 33' | Relatório | J. Martínez 35' | Árbitro: MEX Adonai Escobedo                   |

| 18 de fevereiro | León                   | 2 – 0     | Los Angeles FC | Estádio León, León          |
| 22:00           | Meneses 21' · Mena 89' | Relatório |                | Árbitro: SLV Ismael Cornejo |

| 19 de fevereiro | Saprissa                       | 2 – 2     | Montreal Impact           | Estádio Ricardo Saprissa Aymá, San José |
| 20:00           | Venegas 80' · A. Rodríguez 90' | Relatório | Okwonkwo 12' · Quioto 22' | Árbitro: SKN Kimbell Ward               |

| 19 de fevereiro | Alianza                      | 2 – 1     | Tigres UANL | Estádio Cuscatlán, San Salvador |
| 20:00           | Ponce 47' (pen) · Blanco 55' | Relatório | Sánchez 34' | Árbitro: JAM Daneon Parchment   |

| 19 de fevereiro | Comunicaciones | 1 – 1     | América     | Estádio Doroteo Guamuch Flores, Cidade da Guatemala |
| 22:00           | Gordillo 81'   | Relatório | Córdova 90' | Árbitro: USA Jair Marrufo                           |

| 20 de fevereiro | San Carlos                          | 3 – 5     | New York City FC                                        | Estádio Alejandro Morera Soto, Alajuela |
| 20:00           | Aguilar 45' · Mena 63' · Browne 79' | Relatório | Héber 13', 35', 52' (pen) · Callens 61' · Mitriță 90+3' | Árbitro: MEX César Arturo Ramos         |

| 20 de fevereiro | Olimpia           | 2 – 2     | Seattle Sounders FC        | Estadio Olímpico Metropolitano, San Pedro Sula |
| 20:00           | Arboleda 63', 81' | Relatório | João Paulo 6' · Morris 54' | Árbitro: CRC Juan Gabriel Calderón             |

### Partidas de volta
| 25 de fevereiro | Atlanta United                         | 3 – 0     | Motagua | Fifth Third Bank Stadium, Kennesaw |
| 20:00           | G. Martínez 40', 83' · J. Martínez 61' | Relatório |         | Árbitro: CRC Keylor Herrera        |

Atlanta United venceu por 4–1 no placar agregado.
| 25 de fevereiro | Cruz Azul                                                    | 4 – 0     | Portmore United | Estádio Azteca, Cidade do México |
| 22:00           | Pineda 22' · Passerini 59' · Ceppelini 76' (pen) · Borja 90' | Relatório |                 | Árbitro: CAN Drew Fischer        |

Cruz Azul venceu por 6–1 no placar agregado.
| 26 de fevereiro | New York City FC | 1 – 0     | San Carlos | Red Bull Arena, Harrison |
| 18:00           | Callens 41'      | Relatório |            | Árbitro: PAN John Pitti  |

New York City FC venceu por 6–3 no placar agregado.
| 26 de fevereiro | Montreal Impact | 0 – 0     | Saprissa | Estádio Olímpico, Montreal     |
| 20:00           |                 | Relatório |          | Árbitro: MEX Fernando Guerrero |

2–2 no placar agregado. Montreal Impact venceu pela regra do gol fora de casa.
| 26 de fevereiro | Tigres UANL                                         | 4 – 2     | Alianza           | Estádio Universitario, San Nicolás de los Garza |
| 20:00           | Valencia 10' · Gignac 18', 23' (pen) · Guzmán 90+4' | Relatório | Portillo 34', 42' | Árbitro: HON Said Martínez                      |

Tigres UANL venceu por 5–4 no placar agregado.
| 26 de fevereiro | América            | 1 – 1     | Comunicaciones    | Estádio Azteca, Cidade do México |
| 22:00           | Aguilera 80' (pen) | Relatório | Herrera 62' (pen) | Árbitro: CRC Henry Bejarano      |

|                                           |       | Penalidades                       |  |
| Aguilera Escoboza Valdez Ibargüen Córdova | 5 – 3 | Thompson Lombardi Lezcano Herrera |  |

2–2 no placar agregado. América venceu na disputa por pênaltis.
| 27 de fevereiro | Seattle Sounders FC         | 2 – 2     | Olimpia               | CenturyLink Field, Seattle |
| 22:00           | Roldan 21' · João Paulo 64' | Relatório | Oliva 4' · Pineda 86' | Árbitro: SLV Iván Barton   |

|                                   |       | Penalidades                         |  |
| Ruidíaz João Paulo Roldan Leerdam | 2 – 4 | Arboleda Benguché Rodríguez Leverón |  |

4–4 no placar agregado. Olimpia venceu na disputa por pênaltis.
| 27 de fevereiro | Los Angeles FC            | 3 – 0     | León | Banc of California Stadium, Los Angeles |
| 22:00           | Vela 27', 77' · Rossi 79' | Relatório |      | Árbitro: GUA Mario Escobar              |

Los Angeles FC venceu por 3–2 no placar agregado.

## Quartas de final
As partidas de ida foram disputadas entre 10 e 11 de março com a partida final originalmente sendo disputada em 12 de março. As partidas de volta seriam disputadas entre os dias 17 e 18 de março. Devido a pandemia de COVID-19 os jogos foram remarcados para 15 e 16 de dezembro. Os jogos serão realizados no Exploria Stadium, em Orlando.
| Equipe 1         | Total    | Equipe 2       | 1.º jogo | 2.º jogo |
| ---------------- | -------- | -------------- | -------- | -------- |
| América          | 3–1      | Atlanta United | 3–0      | 0–1      |
| Los Angeles FC   | 2–1      | Cruz Azul      | –        | –        |
| New York City FC | 0–5      | Tigres UANL    | 0–1      | 0–4      |
| Montreal Impact  | 2–2 (gf) | Olimpia        | 1–2      | 1–0      |

### Partidas de ida
| 10 de março | Montreal Impact | 1 – 2     | Olimpia                     | Estádio Olímpico, Montreal   |
| 20:00       | Taïder 47'      | Relatório | Bengtson 15' · Benguché 41' | Árbitro: MEX Adonai Escobedo |

| 11 de março | New York City FC | 0 – 1     | Tigres UANL  | Red Bull Arena, Harrison           |
| 20:00       |                  | Relatório | Vargas 90+3' | Árbitro: CRC Juan Gabriel Calderón |

| 11 de março | América                              | 3 – 0     | Atlanta United | Estádio Azteca, Cidade do México |
| 22:30       | Suárez 11' · Martín 13' · Valdez 36' | Relatório |                | Árbitro: PAN John Pitti          |

### Partidas de volta
| 15 de dezembro | Olimpia | 0 – 1     | Montreal Impact | Exploria Stadium, Orlando               |
| 20:00          |         | Relatório | Sejdič 57'      | Público: 0 Árbitro: CRC Ricardo Montero |

2–2 no placar agregado. Olimpia venceu pela regra do gol fora de casa.
| 15 de dezembro | Tigres UANL                                                  | 4 – 0     | New York City FC | Exploria Stadium, Orlando                |
| 22:30          | Gignac 30' · Fernández 49' · Rafael Carioca 64' · Aquino 85' | Relatório |                  | Público: 0 Árbitro: JAM Daneon Parchment |

Tigres UANL venceu por 5–0 no placar agregado.
| 16 de dezembro | Atlanta United | 1 – 0     | América | Exploria Stadium, Orlando              |
| 20:00          | Conway 82'     | Relatório |         | Público: 0 Árbitro: SLV Ismael Cornejo |

América venceu por 3–1 no placar agregado.

### Partida única
Los Angeles FC e Cruz Azul não disputaram o jogo de ida das quartas de final antes do adiamento da competição, o que significa que a vaga para a semifinal foi definida em uma única partida. Se o placar estiver empatado no final da partida, irá direto para pênaltis.
| 16 de dezembro | Los Angeles FC             | 2 – 1     | Cruz Azul       | Exploria Stadium, Orlando             |
| 22:30          | Vela 38' (pen) · Opoku 71' | Relatório | Yotún 15' (pen) | Público: 0 Árbitro: HON Said Martínez |

## Semifinais
As semifinais serão disputadas no Exploria Stadium, em Orlando. Os dois jogos serão disputados em partida única e irão direto para disputa de pênaltis em caso de empate.
| Equipe 1       | Resultado | Equipe 2 |
| -------------- | --------- | -------- |
| Tigres UANL    | 3–0       | Olimpia  |
| Los Angeles FC | 3–1       | América  |

| 19 de dezembro | Tigres UANL                                     | 3 – 0     | Olimpia | Exploria Stadium, Orlando           |
| 20:00          | Gignac 45+4' (pen), 57' (pen) · Oliva 78' (g.c) | Relatório |         | Público: 0 Árbitro: SLV Iván Barton |

| 19 de dezembro | Los Angeles FC                 | 3 – 1     | América     | Exploria Stadium, Orlando             |
| 22:30          | Vela 46', 47' · Blessing 90+5' | Relatório | Cáceres 12' | Público: 0 Árbitro: CRC Juan Calderón |

## Final
Os dois vencedores das semifinais se enfrentaram em uma final em partida única. Se o placar estiver empatado ao final da partida, a Final incluirá prorrogação e, se necessário, pênaltis.
| 22 de dezembro | Tigres UANL            | 2 – 1     | Los Angeles FC | Exploria Stadium, Orlando             |
| 22:00          | Ayala 72' · Gignac 84' | Relatório | Rossi 61'      | Público: 0 Árbitro: GUA Mario Escobar |

## Premiação
| Liga dos Campeões da CONCACAF de 2020 |
| México                                |
| ------------------------------------- |
| Tigres UANL Campeão (1.º título)      |